# 一般マニラ
一般マニラ（いっぱんマニラ）とは、白板紙の一種である。
本来、強靭な繊維であるマニラ麻を原料とする白板紙をマニラ（マニラボール）と呼んでいたが、近年では抄紙技術が上がり特殊な用途のみ使われている。本来の意味からすると高級白板紙、特殊白板紙、一般マニラの3品種がマニラボールに分類されるが、マニラ麻を使用することは少なく一般マニラを定義することは難しい。

## 用途
- 美粧段ボールで段ボールに貼合される230g/m2以下の印刷用紙
- 今では少なくなった牛乳ビンの紙蓋（牛乳栓）など